# Charles Stenvig
Charles A. Stenvig (16. januar 1928 – 22. februar 2010) var tidligere amerikansk politimand og politiker.
Han var borgmester i Minneapolis i perioderne 1969-1973 og 1975-1977. Charles Stenvig betagtes som uafhængig politiker, der stod for "Lov og orden" i den sociale uro, fra slutningen af 1960-tallet til begyndelsen af 1970'erne. Han blev sammenlignet med Sam Yorty og Frank Rizzo, der blev betragtet som borgermestre med klare lignende holdninger
Charles Stenvig blev født i Minneapolis i 1928, som barnebarn af den norske indvandrer Mathias Olsen Stenvig. Charles Stenvig studerede ved Roosevelt High School, og derefter Augsburg College, hvor han fik en grad i sociologi. Han begyndte derefter at arbejde sammen med politiet i Minneapolis.
Han arbejdede sig op til positionen som efterforsker, og arbejdede i afdelingen for indbrudsager. I 1969 meldte han sig ind som uafhængig kandidat til borgmesterposten. Borgmester Arthur Naftalin ville ikke stille op til genvalg efter sin femte periode. Charles Stenvig foretog en utraditionel kampagne med få midler og meget frivillingt arbejde. Han vandt over den republikanske Dan Cohen med 62 procent af stemmerne.
Han blev genvalgt i 1971, da han vandt over W. Harry Davis. Ved valget i 1973 tabte han valget til Albert J. Hofstede, men igen i 1975 genvandte han posten. Dog i 1977 og 1979 tabte han valget om borgmesterposten, og afsluttede dermed sin politiske karriere.
Efter tilbagetrækningen, flyttede han til Arizona i 1990 og døde i samme by den 22. februar 2010.